# Lutzomyia correalimai
Lutzomyia correalimai är en tvåvingeart som beskrevs av Martins A. V., Coutinho J. O., Luz E. 1970. Lutzomyia correalimai ingår i släktet Lutzomyia och familjen fjärilsmyggor. Inga underarter finns listade i Catalogue of Life.